# 林業経済研究所
一般財団法人 林業経済研究所（りんぎょうけいざいけんきゅうしょ、英語: Forest Economic Research Institute）は、日本の学術研究団体の一つ。

## 概要
1947年6月24日設立。学術研究団体としての種別は単独学会。
農学を学術研究領域とし、森林・林業・林産業の社会経済活動全般に関する調査・研究、並びに森林の持続的経営の普及に関する事業を行い、その成果を普及し、国内の林業の発展に寄与することを目的としている。

## 沿革
- 1947年 - 財団法人林業経済研究所設立。
- 2012年 - 旧(財)林政総合調査研究所を吸収合併。
- 2014年 - 一般財団法人林業経済研究所へ移行。

## 刊行物

### 林業経済
- 誌名（和文）：林業経済
- 誌名（欧文）：FOREST ECONOMY
- 創刊年：1948
- 資料種別：ジャーナル（査読付き論文を含む）
- 使用言語：日本語（英文抄録あり）
- 発行形態：印刷体
- 著作権帰属先：出版社
- クリエイティブコモンズ：-
- 購読：有料